# Toarciense
| Era Eratema | Periodo Sistema | Época Serie         | Edad Piso                      | Inicio, en millones de años |
| ----------- | --------------- | ------------------- | ------------------------------ | --------------------------- |
| Mesozoico   | Cretácico       | Cretácico           | Cretácico                      | 143,1                       |
| Mesozoico   | Jurásico        | Superior / Tardío   | Titoniense Titoniano           | 149,2±0,7                   |
| Mesozoico   | Jurásico        | Superior / Tardío   | Kimmeridgiense Kimmeridgiano   | 154,8±0,8                   |
| Mesozoico   | Jurásico        | Superior / Tardío   | Oxfordiense Oxfordiano         | 161,5±1,0                   |
| Mesozoico   | Jurásico        | Medio               | Calloviense Calloviano         | 165,3±1,1                   |
| Mesozoico   | Jurásico        | Medio               | Bathoniense Bathoniano         | 168,2±1,2                   |
| Mesozoico   | Jurásico        | Medio               | Bajociense Bajociano           | 170,9±0,8                   |
| Mesozoico   | Jurásico        | Medio               | Aaleniense Aaleniano           | 174,7±0,8                   |
| Mesozoico   | Jurásico        | Inferior / Temprano | Toarciense Toarciano           | 184,2±0,3                   |
| Mesozoico   | Jurásico        | Inferior / Temprano | Pliensbachiense Pliensbachiano | 192,9±0,3                   |
| Mesozoico   | Jurásico        | Inferior / Temprano | Sinemuriense Sinemuriano       | 199,3±0,3                   |
| Mesozoico   | Jurásico        | Inferior / Temprano | Hettangiense Hettangiano       | 201,4±0,2                   |
| Mesozoico   | Triásico        | Triásico            | Triásico                       | 251,902±0,024               |

El Toarciense o Toarciano es el cuarto y último piso y edad del Jurásico Inferior/Temprano en la escala temporal geológica. Sucede al Pliensbachiense y precede al Aaleniense (primer piso del Jurásico Medio). Se inició hace unos 184,2 millones de años y terminó hace unos 174,7 millones de años.
El Toarciense se introdujo en la literatura científica por el paleontólogo francés Alcide d'Orbigny en 1842. Recibe su nombre de la localidad de Thouars (latinizado como Toarcium), en el departamento de Deux-Sèvres (Nueva Aquitania, Francia).

## Sección estratotipo y punto de límite global (GSSP)
La sección estratotipo y punto de límite global (GSSP) para la base del Toarciense se encuentra en la sección de Peniche (región de Oeste e Vale do Tejo, Portugal). Se caracteriza por la primera aparición conjunta de los amonites Dactylioceras (Eodactylites) simplex, D. (E.) pseudocommune y D. (E.) polymorphum. El piso y el GSSP fueron aprobados por la Comisión Internacional de Estratigrafía en noviembre de 2014 y ratificados por la Unión Internacional de Ciencias Geológicas en diciembre del mismo año.
El techo del Toarciense se define por el GSSP de la base del Aaleniense, que se caracteriza por la primera aparición de los amonites Leioceras opalinum y Leioceras lineatum y corresponde a un intervalo de polaridad normal.

## Fauna del Aaleniense

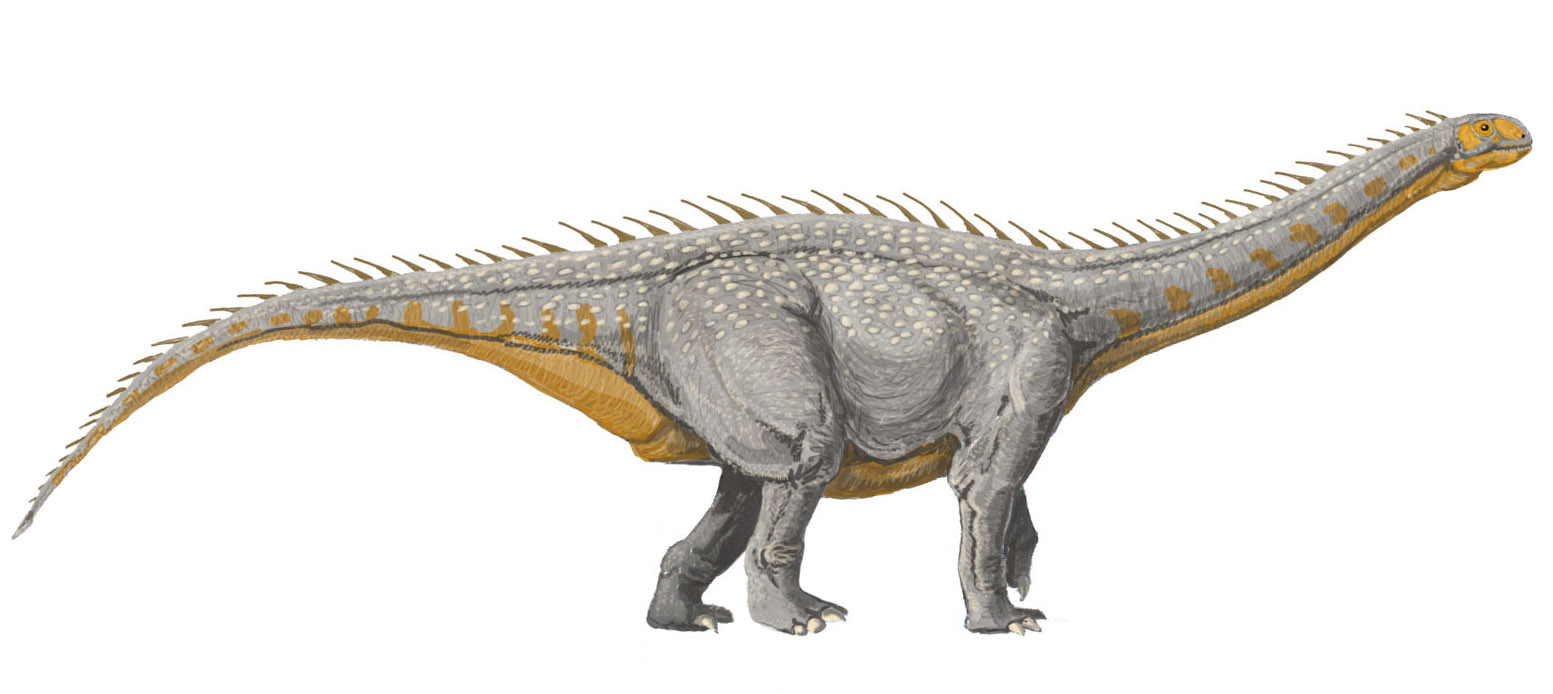
Barapasaurus.
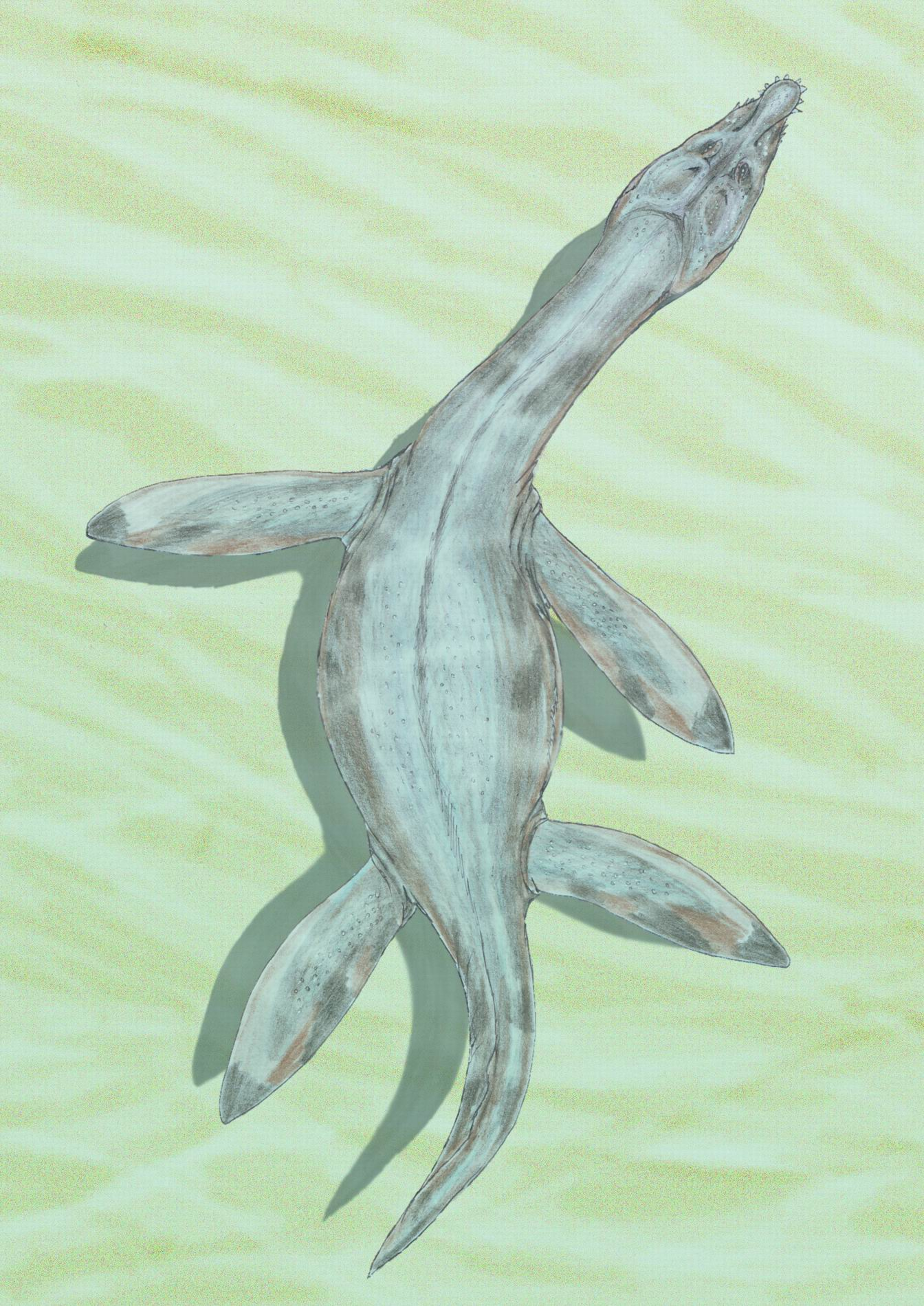
Rhomaleosaurus
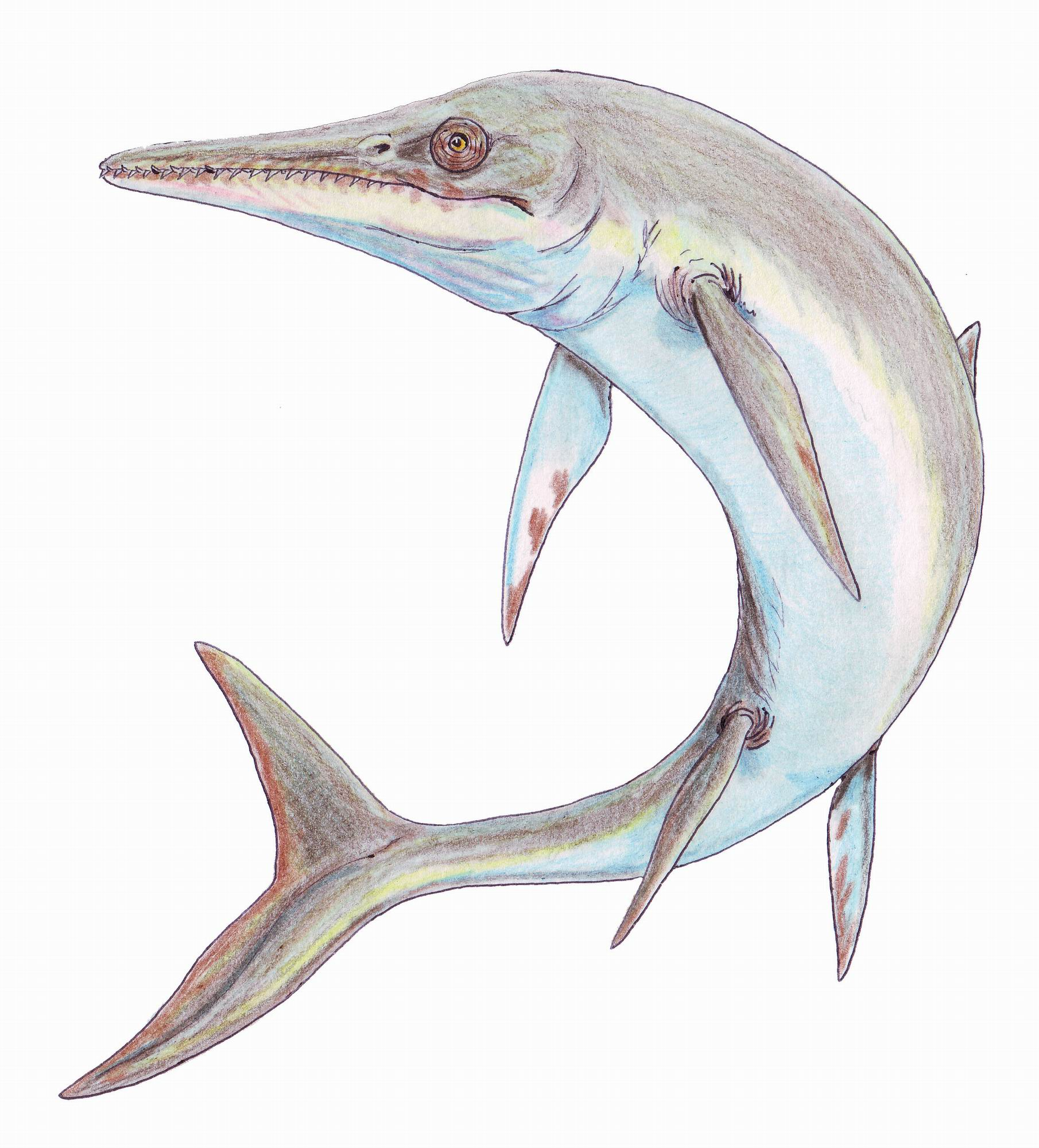
Temnodontosaurus